# بوئینگ
بوئینگ (به انگلیسی: Boeing) شرکت صنایع هوافضایی و صنایع جنگ‌افزاری چندملیتی آمریکایی  است، که در سال ۱۹۱۶ توسط ویلیام بوئینگ در شهر سیاتل ایالت واشینگتن تأسیس شد و در زمینه طراحی، توسعهٔ فناوری و تولید هواپیماهای تجاری، هواگردهای بالگردان، هواگردهای نظامی، ماهواره‌ها، راکت‌ها، زهپادها، موشک‌ها، سامانه‌های دفاع موشکی و سامانه‌های اویونیک فعالیت می‌کند.
در طول دهه‌های گذشته همواره تمرکز اصلی این شرکت بر طراحی و تولید هواپیماهای مسافربری معطوف بوده‌است. شرکت بوئینگ در سال ۱۹۹۷ با خریداری شرکت مک‌دانل داگلاس به بزرگ‌ترین شرکت هوافضای جهان تبدیل شد. این شرکت دومین شرکت صنایع دفاعی جهان پس از لاکهید مارتین می‌باشد، همچنین بزرگ‌ترین صادرکننده کالا و خدمات در ایالات متحده محسوب می‌شود.
دفتر مرکزی بوئینگ در شهر آرلینگتون، ویرجینیا قرار دارد. بخشی از سهام این کورپوریشن در بازار بورس نیویورک معامله می‌شود و جزئی از میانگین صنعتی داو جونز به‌شمار می‌آید. شرکت بوئینگ مالک ۴ شرکت تابعه هواپیماهای تجاری بوئینگ، بوئینگ دیفنس اسپیس اند سکیوریتی، بوئینگ کپیتال و گروه خدمات بوئینگ می‌باشد.

## تاریخچه

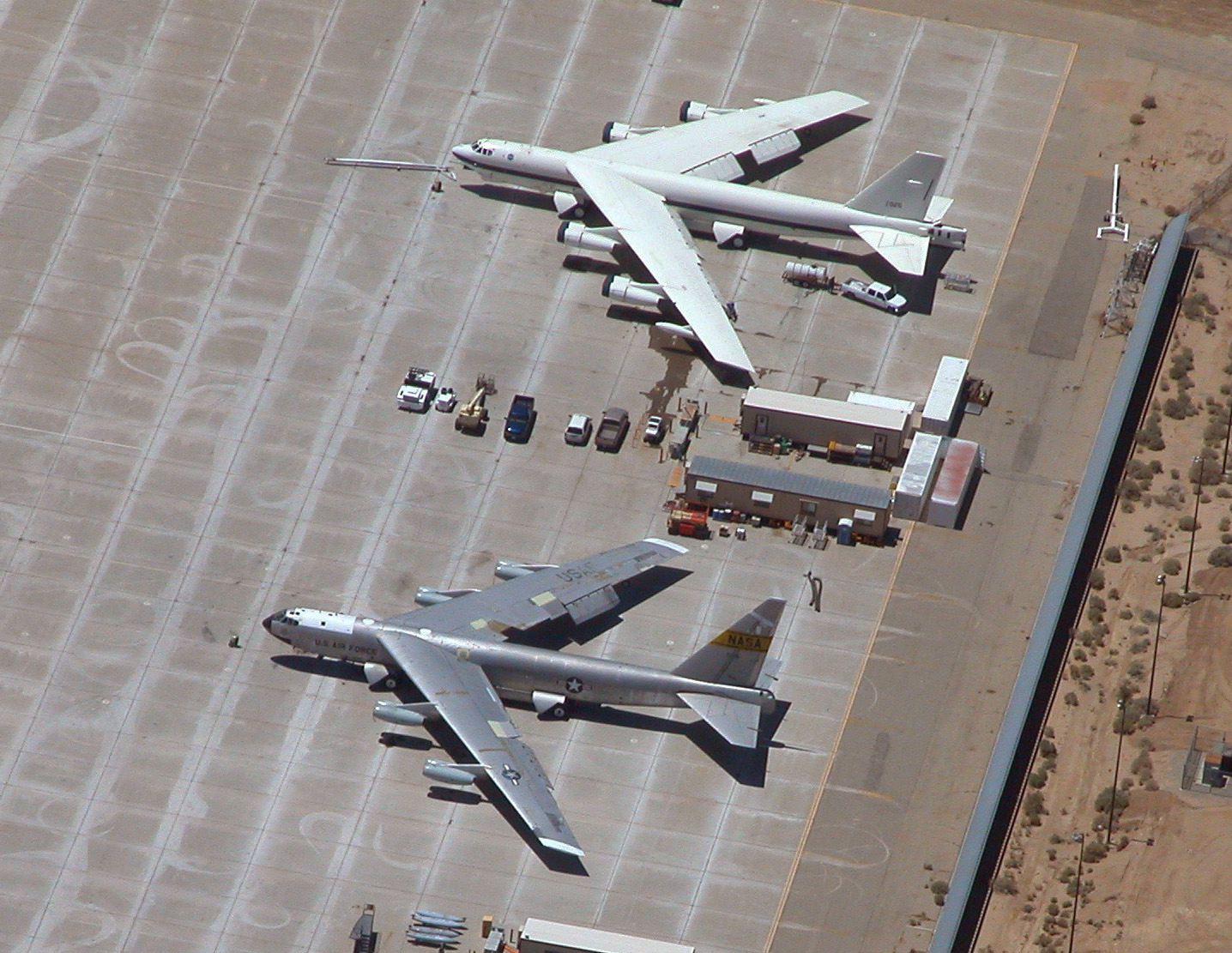
دو مدل قدیمی و جدید از هواپیمای بوئینگ بی-۵۲ در آشیانه ادوارد ای‌اف‌بی ناسا

ویلیام بوئینگ در ماه مارس سال ۱۹۱۰ شرکت گرین وود تیمبر را تأسیس کرد و ۲ سال بعد شرکت شیپ یارد را خریداری کرد و مقدمات تأسیس یک کارخانه هواپیماسازی را فراهم نمود. ویلیام بوئینگ ابتدا در مورد صنعت چوب در دانشگاه ییل تحصیل می‌کرد و این تجربه او را در اجرای طرح‌هایش و نیز ساخت هواپیما یاری نمود. در تاریخ ۱۵ ژوئیه ۱۹۱۶ بزرگ‌ترین شرکت هواپیماسازی کنونی جهان، با سرمایه ۱۰۰ هزار دلار تأسیس شد. این در حالی بود که نخستین هواپیمای تولید شده توسط این شرکت کمتر از ۸ متر طول داشت و تا ارتفاع ۹۰۰ پایی پرواز می‌کرد. ویلیام بوئینگ در ابتدا آن را شرکت محصولات هوایی پسفیک نام نهاد و یک سال بعد نام آن را به شرکت هواپیمایی بوئینگ تغییر داد. در سال‌های اولیه فعالیت بوئینگ به ساخت هواپیماهای کوچک برای نیروی دریایی ایالات متحده آمریکا اقدام نمود که این هواپیماهای کوچک با هدف ترابرد و انتقال بسته‌های پستی طراحی و ساخته می‌شدند. این هواپیماها به نام مدل سی شهرت یافتند.
در سال ۱۹۱۹ نخستین هواپیمای تجاری بوئینگ به نام بوئینگ بی-۱ به پرواز درآمد. طی دهه بعد بوئینگ درصدد تغییر استاندارد موتورهای هواپیما از سامانه خنک‌کاری با چرخه آب، به هواگرد بود و مدل ای-۴۰ را پس از اعمال این تغییرات تولید کرد. در این دهه بود که هواپیمای بمب‌افکن توسط دونالد داگلاس طراحی شد و بوئینگ شرکت دولفین را که متعلق به او بود، خریداری نمود و تولید مجموعه هواپیماهای جنگنده را نیز در دستور کار خود قرار داد. در سال ۱۹۲۹ بوئینگ اقدام به خریداری چند شرکت بزرگ هواپیماسازی نمود، که عبارت بودن از: پرت اند ویتنی، هامیلتون استاندارد، ووت و یونایتد ایر ترانسپورت. در سال ۱۹۳۰ هواپیمای بوئینگ مدل بی-۱-ای با ۴ سرنشین، سپس مدل بوئینگ-۸۰ با ۱۲ سرنشین به پرواز درآمد. گرچه هم‌زمان با رشد و رونق شرکت در سال ۱۹۳۴ به دلیل قانونی که به تصویب رسیده بود، ویلیام بوئینگ سهم خود را فروخت و این شرکت را رها کرد، اما همچنان تا پایان عمر به ارائه مشاوره به شرکت بوئینگ ادامه داد. در سال ۱۹۳۷ هواپیمای مسافربری بوئینگ ۳۰۷ ساخته شد، که در زمان خود انقلابی در عرصه هواپیماهای تجاری به‌شمار می‌آمد. این هواپیما قادر بود تا ارتفاع ۶ هزار پایی پرواز نماید. در خلال جنگ جهانی دوم شرکت بوئینگ اقدام به تولید انبوه بوئینگ بی-۱۷ فلایینگ فورترس و بمب افکن مدل بوئینگ بی-۲۹ نمود. ۱۵ سال بعد نیز بمب‌افکن پیشرفته بی۵۲ طراحی و ساخته شد. در همان سال (۱۹۵۷) نخستین هواپیمای مجهز مسافربری مدل ۷ به عنوان بوئینگ ۷۰۷ به بازار عرضه شد. طی دهه بعد مدل‌های بوئینگ ۷۲۷، بوئینگ ۷۳۷ و بوئینگ ۷۴۷ نیز یکی پس از دیگری به بازار ترابری هوایی جهان ارائه شدند. در این سال‌ها بوئینگ در ساخت موشک و فضاپیماها نیز وارد شده بود و با سازمان فضایی آمریکا (ناسا) همکاری نزدیک داشت. در سال ۱۹۷۴ پس از تجربه ساخت موفق آپولو، سفینه مارینر ۱۰ ساخته و به ناسا تحویل داده شد. در سال ۱۹۹۰ بوئینگ ۷۳۷ با فروش ۱٫۸۳۲ فروندی، به عنوان پرفروش‌ترین هواپیمای جهان مطرح شد، در حالی که بوئینگ در سال‌های پیش و پس از آن، به طراحی و ساخت و عرضه مدل‌های بوئینگ ۷۵۷، بوئینگ ۷۶۷، بوئینگ ۷۷۷ و در سال ۲۰۰۵ بوئینگ ۷۸۷ پرداخت.

## حوزه فعالیت

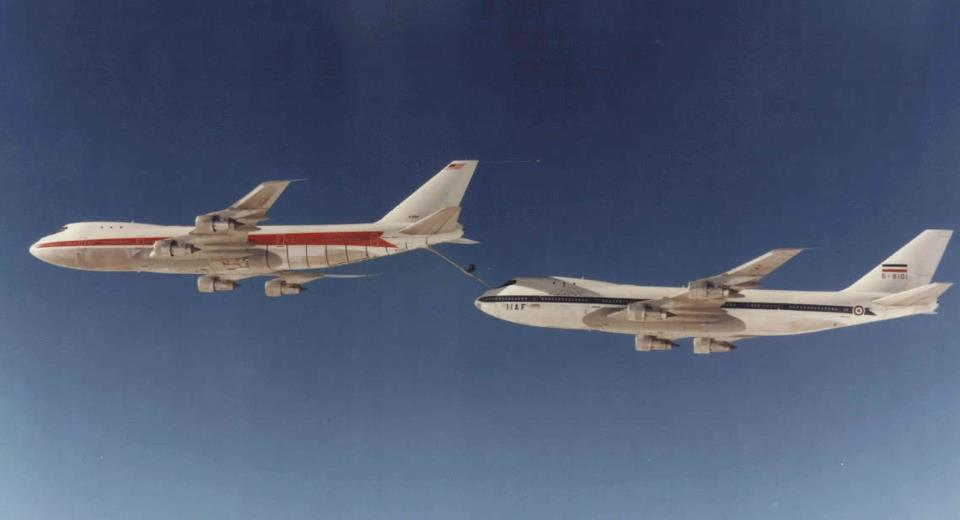
یک فروند بوئینگ ۷۴۷ آمریکایی، در حال سوخت‌رسانی به یک فروند بوئینگ ۷۴۷ ایرانی (دهه ۱۹۷۰)

بوئینگ نخستین و بزرگ‌ترین شرکت هواپیمایی جهان در ساخت هواپیماهای تجاری و دومین شرکت بزرگ در ساخت سامانه‌های دفاعی جهان است. حوزه فعالیت بوئینگ محدوده گسترده‌ای از سامانه‌ها، محصولات و خدمات فضایی و تجهیزات دفاعی را در زمینه طراحی، تولید و پشتیبانی هواپیماهای تجاری، جنگنده‌ها، بمب‌افکن‌ها، موشک‌ها، فضاپیماها، ماهواره‌ها، جنگ‌افزارها و فناوری‌های مختلف نظامی و دفاعی در برمی‌گیرد.
۵ حوزه اصلی فعالیت بوئینگ:
- شرکت هواپیماهای تجاری بوئینگ (هواپیماهای تجاری)
- بوئینگ دیفنس اسپیس اند سکیوریتی (سامانه‌های دفاعی یکپارچه)
- گروه مهندسی، فناوری و عملیات بوئینگ
- شرکت بوئینگ کپیتال (خدمات سرمایه‌گذاری)
- گروه خدمات بوئینگ

### هواپیماهای تجاری

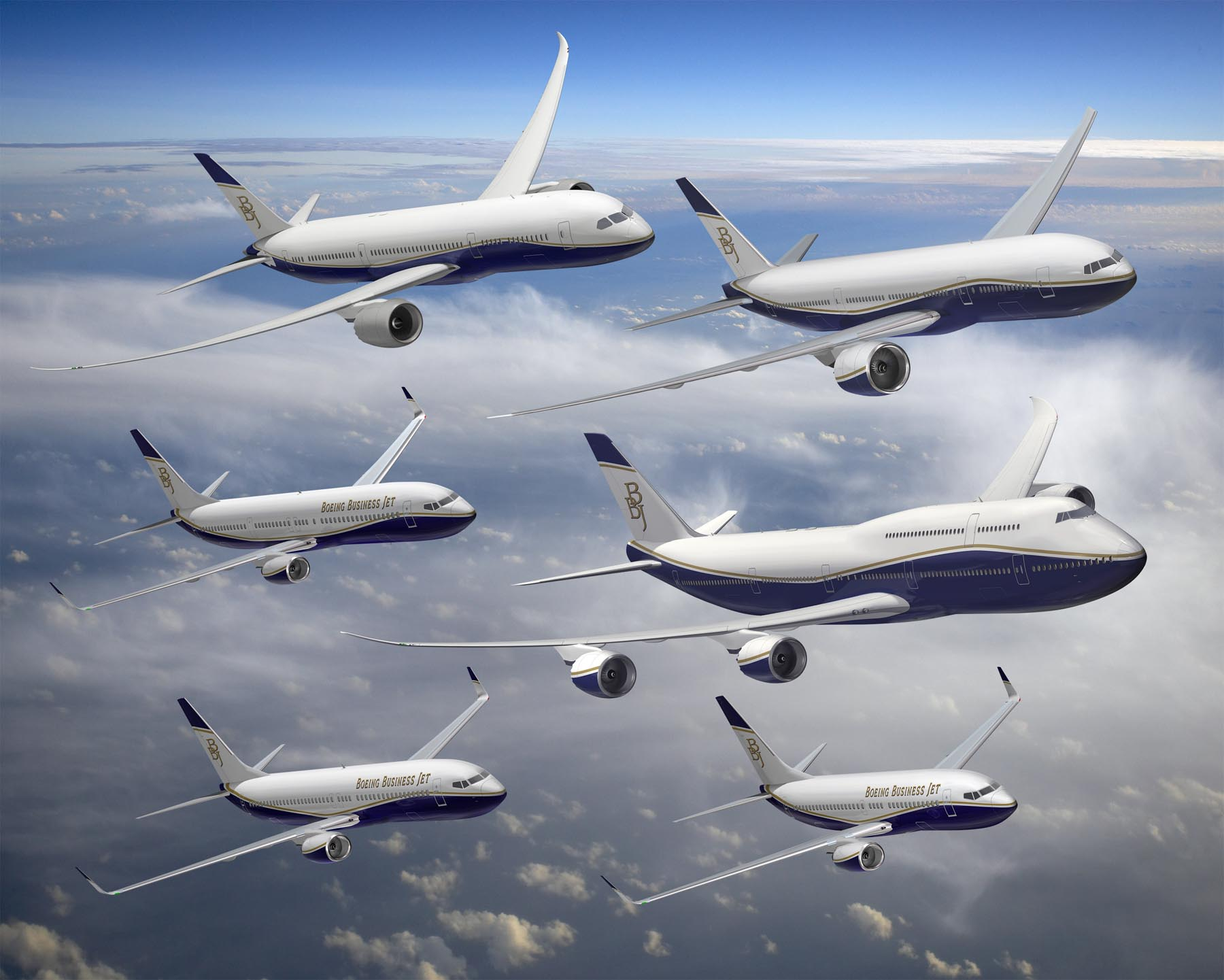
هواپیماهای تجاری تولید شده توسط بوئینگ

عمده‌ترین محصولات تجاری در این زمینه، خانواده هواپیماهای مسافربری سری ۷ از ۷۰۷ تا ۷۸۷ است. حدود ۱۲ هزار هواپیمای تجاری یعنی مسافربری و ترابری در جهان وجود دارد، که ۸۵٪ آن‌ها، متعلق به شرکت آمریکایی بوئینگ است.

### سامانه‌های دفاعی
طراحی، مونتاژ و پشتیبانی سامانه‌های دفاعی و تولید انواع بالگردها و جنگنده‌های نظامی در این حوزه قرار می‌گیرد.

### مهندسی، فناوری و عملیات
گروه مهندسی، فناوری و عملیات، شرکت بوئینگ، یک پشتوانه قوی، برای سازمان فضایی آمریکا است، که در جهت طراحی و ساخت و عملیات شاتل‌های فضایی و ایستگاه بین‌المللی فضایی، فعالیت می‌کند.
به‌طور کلی این حوزه، از واحدهای کسب و کار بوئینگ، پشتیبانی می‌کند و استراتژی رشد را در جهان با فراهم آوردن افراد، فناوری‌ها، فرایندها و عملکردهای مناسب، در زمان مناسب و مکان مناسب در سطح شرکت، فراهم می‌آورد.

### سرمایه‌گذاری
شرکت سرمایه‌گذاری بوئینگ، در جهت فراهم آوردن و تسهیل عملیات بانکی و پشتوانه واحدهای کسب و کار اصلی، در زمینه تجاری و دفاعی، تأسیس شده‌است.

### گروه خدمات
گروه خدمات بوئینگ، به واحدهای کسب و کار بوئینگ امکان می‌دهد، تا بر رشد سودآور تمرکز کنند؛ چرا که تمامی خدمات زیرساختی، شامل: خدمات تسهیلاتی، پرسنلی، جذب و استخدام، برنامه‌های رفاهی، ایمنی، آتش‌نشانی، عملیات کارگاهی، ترابری و نظیر آن را، فراهم می‌سازد.

## مدل مدیریتی
رهبری و توسعه شرکت، جزء ارزش‌ها و فعالیت‌های اصلی شرکت بوئینگ است. در مدل مدیریتی شرکت بوئینگ بر پیشبرد عملکرد، از طریق رشد و توسعه بهره‌وری و رهبری تأکید شده‌است.
شرکت بوئینگ دارای یک مرکز رهبری است، که رویکرد توسعه رهبری، در آنجا مُدون شده، سپس عرضه می‌شود. این رویکردها، عبارت است از:
- نهادینه‌سازی ارزش‌های بوئینگ و فرهنگ یکپارچه شرکت
- تمرکز بر مهارت‌های کسب‌وکار
- پشتیبانی اهداف استراتژیک کسب‌وکار، از طریق آموزش، مربی‌گری و ارزیابی عملکرد
- انجام اقدامات چالشی در کسب‌وکار، اخذ و تحلیل بازخورد در مرکز رهبری

## فروش

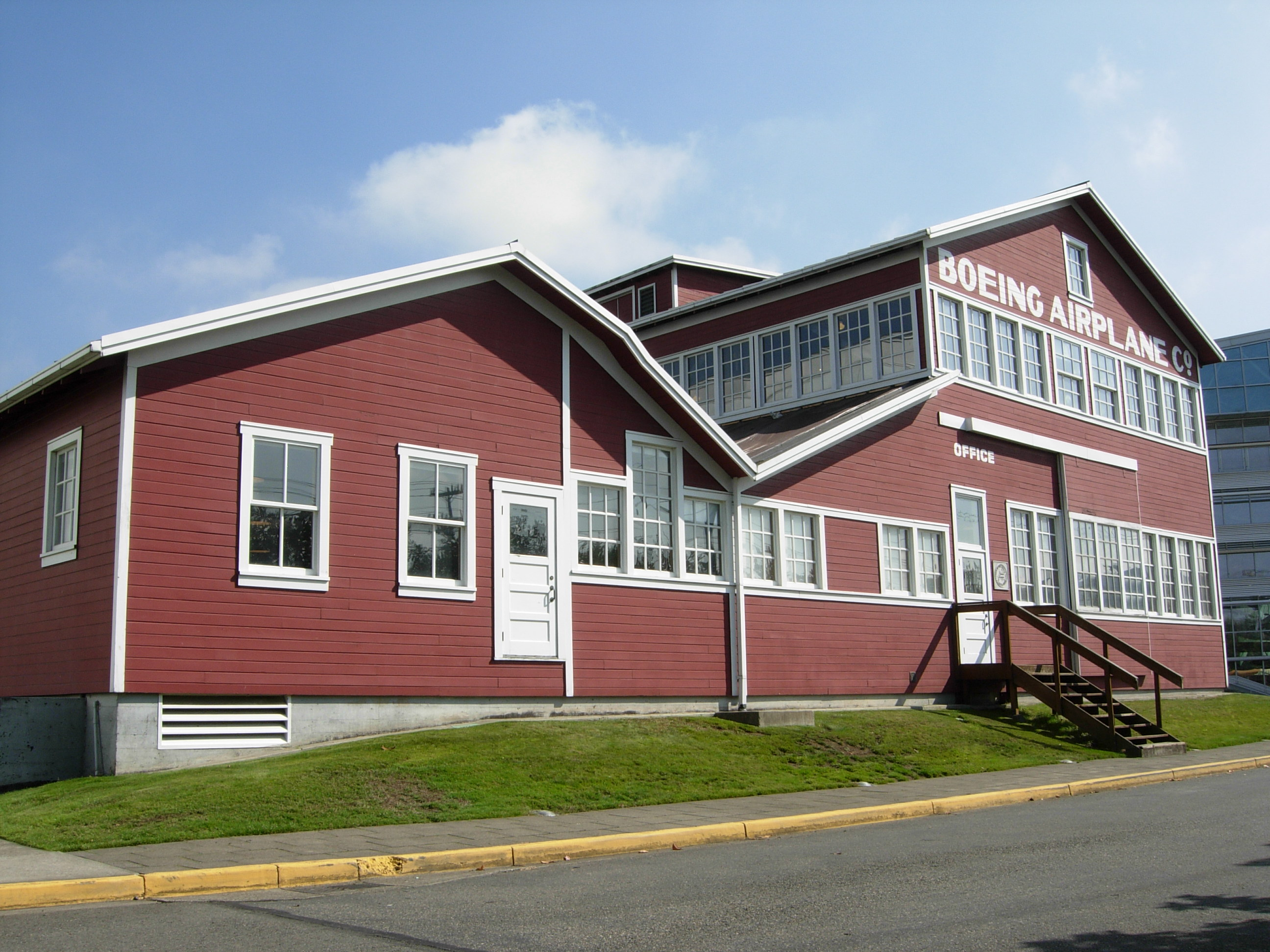
ساختمان ۱۰۵ بوئینگ، واشینگتن

شرکت بوئینگ در سال ۲۰۰۷ با فروش ۶۱٫۵ میلیارد دلاری و سود ۲٫۲ میلیارد دلاری، در جایگاه ۲۸ در فهرست فرچون ۵۰۰ از پانصد شرکت برتر جهان، قرار داشت. بخش فروش هواپیماهای بوئینگ، بیش از ۹۰ کشور را پوشش می‌دهد. ۷۰٪ هواپیماهای تجاری تولید شده به خارج از ایالات متحده فروخته می‌شود. ۷۵٪ هواپیماهای تجاری جهان نیز توسط بوئینگ تأمین می‌گردد. حدود نیمی از فروش این شرکت به حوزه هواپیماهای تجاری برمی‌گردد. شرکت بوئینگ با ۲۲ هزار تأمین‌کننده جهانی، قرارداد دارد، همچنین به عنوان بزرگ‌ترین پیمانکار سازمان فضایی آمریکا محسوب می‌شود.

### کارکنان بر پایه محل

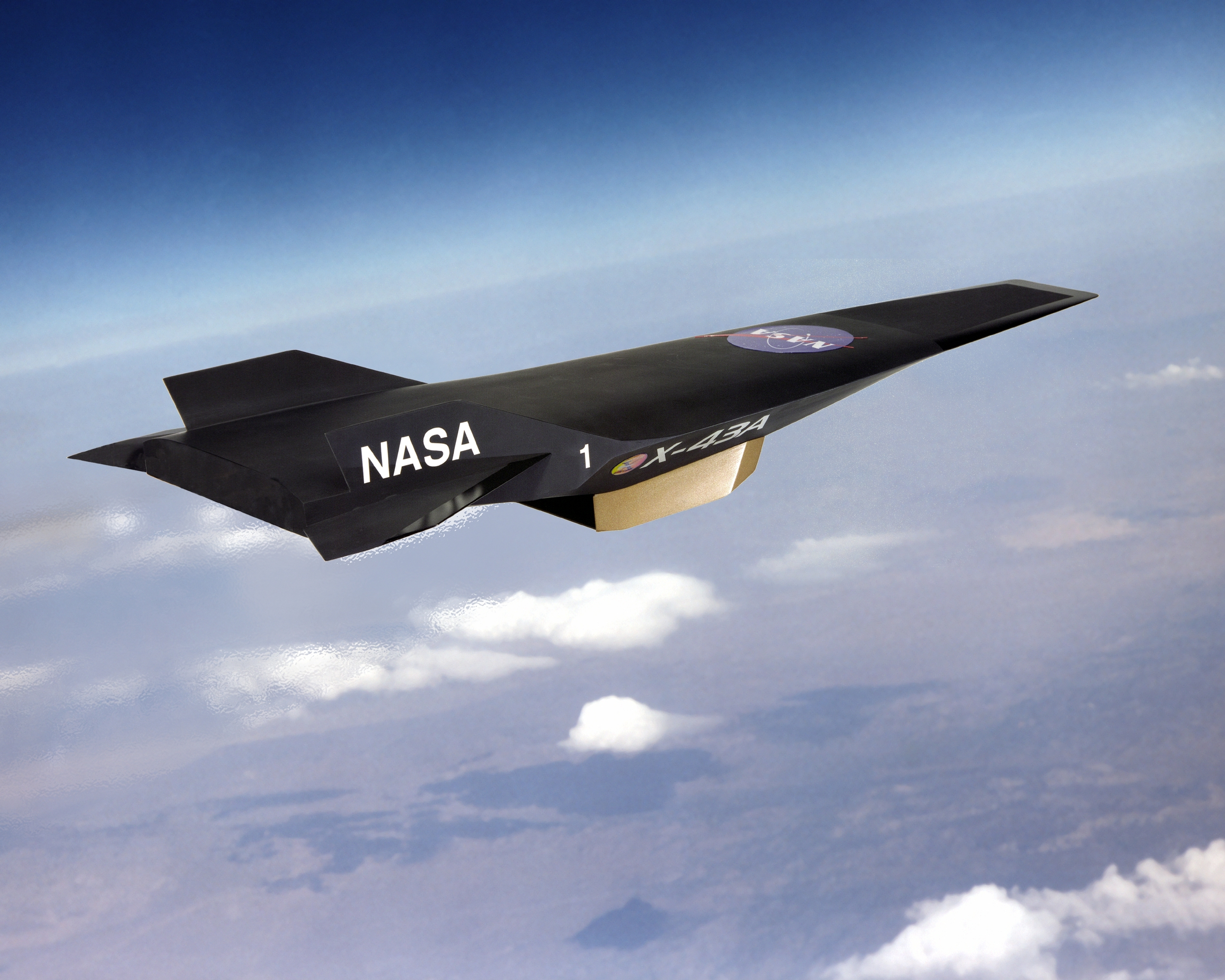
ناسا ایکس-۴۳ هواپیمای بدون سرنشین مافوق صوت

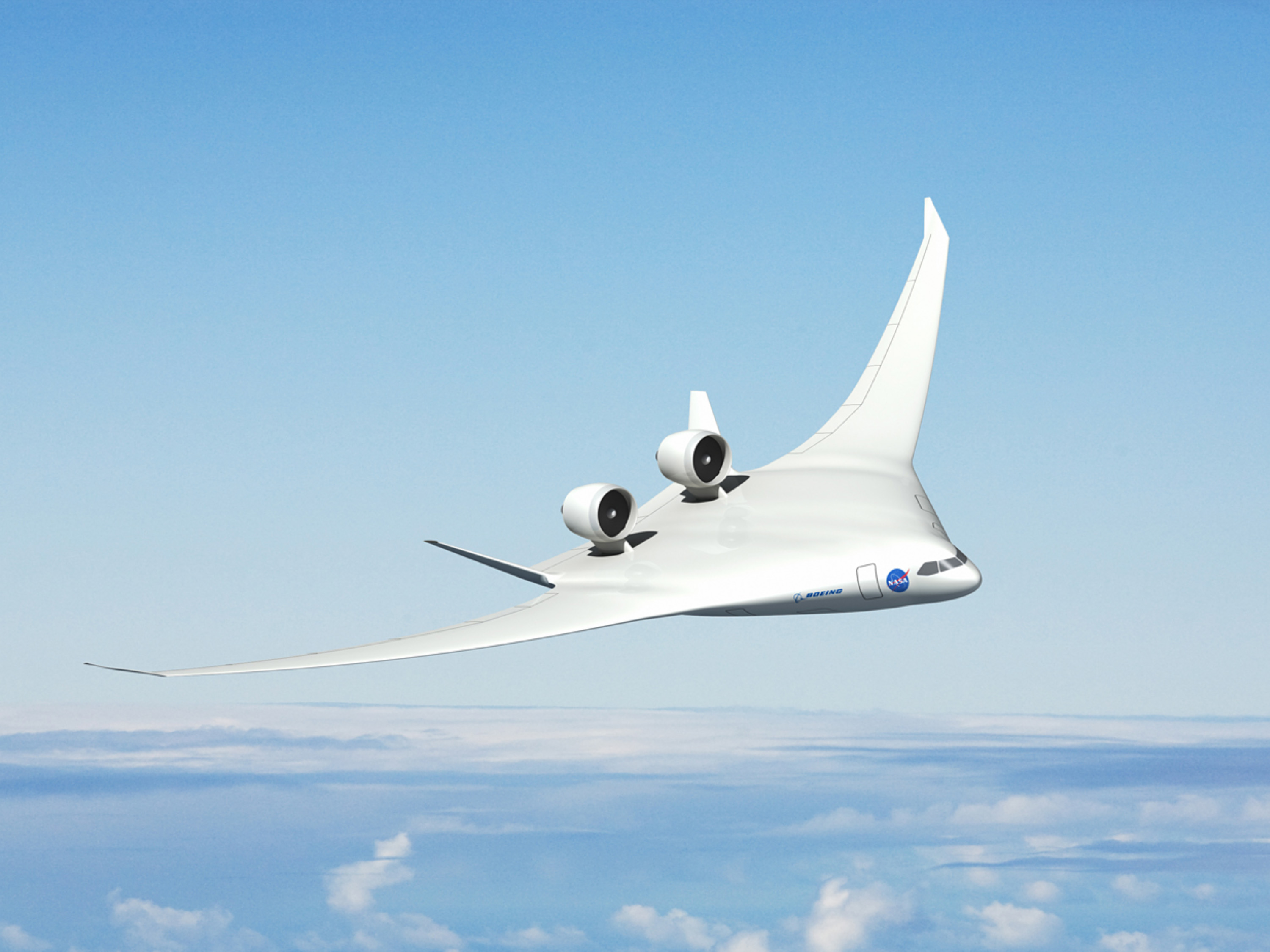
هواپیمای طراحی شده در سال ۲۰۱۱ بوئینگ

### هیئت‌مدیره

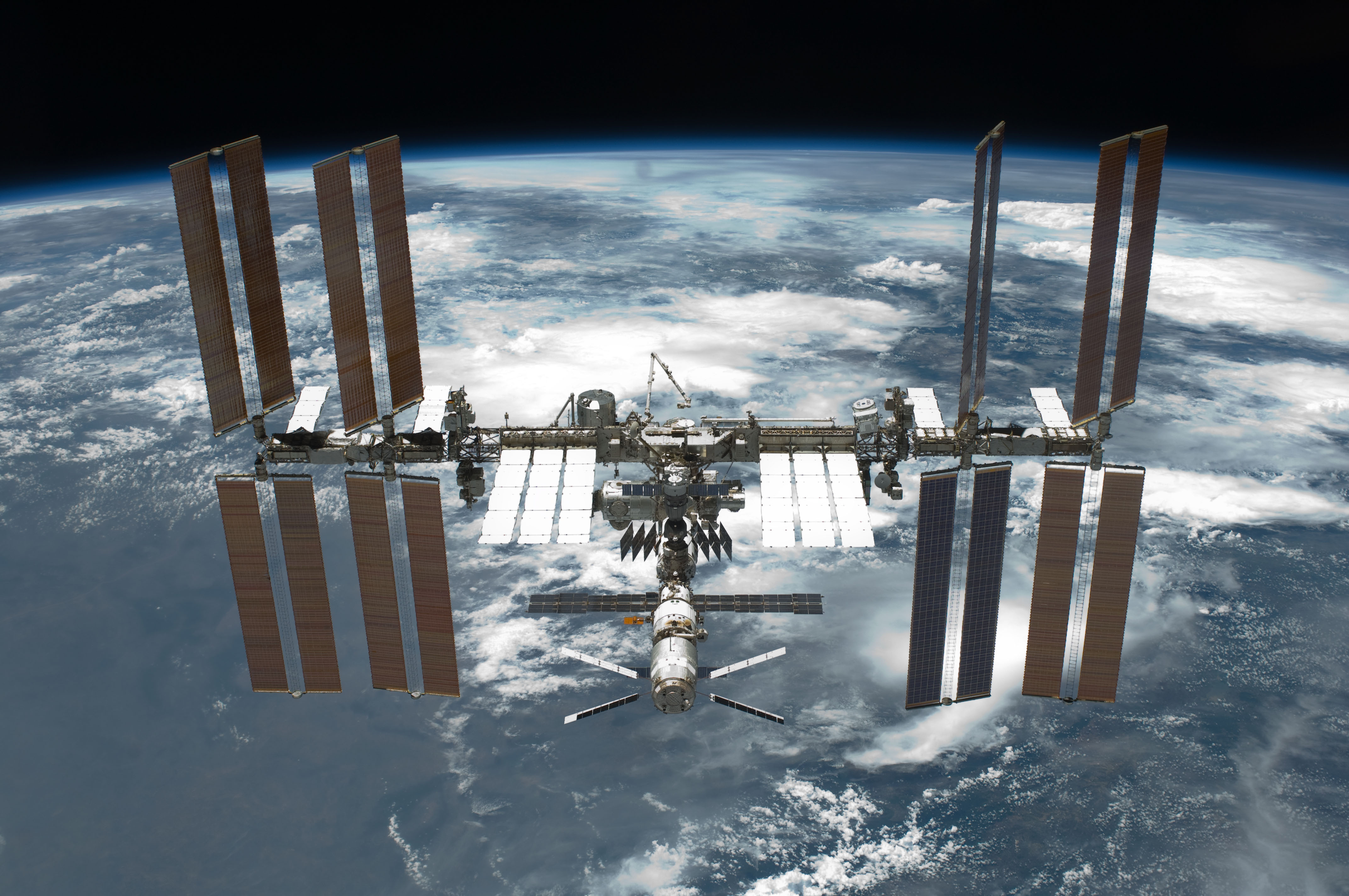
ایستگاه فضایی اس‌تی‌اس-۱۳۴، ساخته‌شده توسط بوئینگ

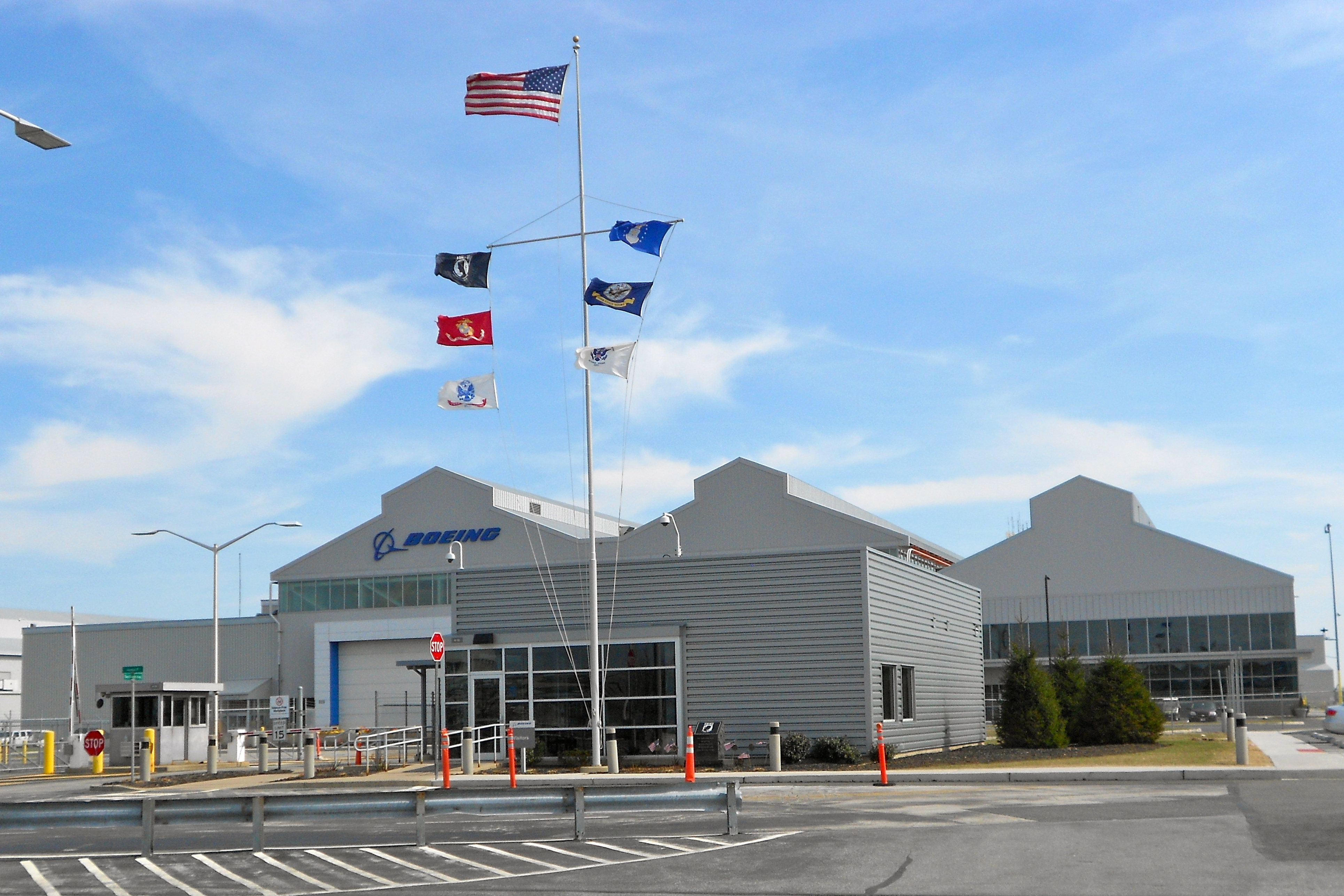
ساختمان بوئینگ، در شهر ریدلی پارک

## نگارخانه

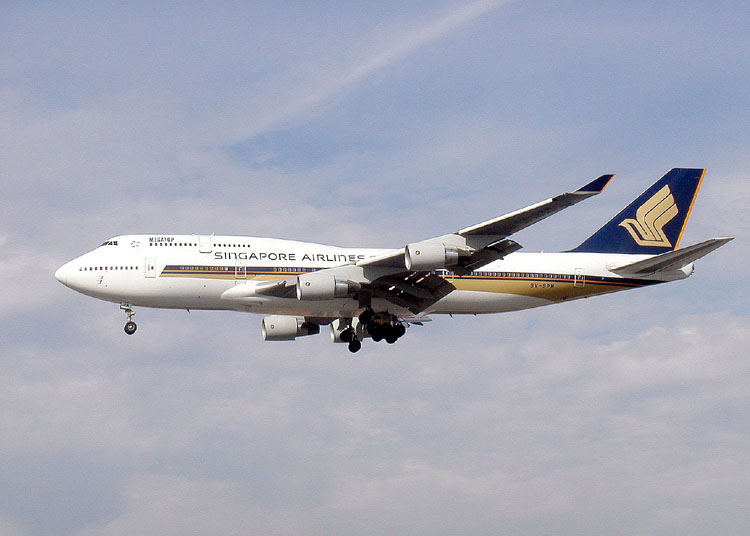
هواپیمای بویینگ ۷۴۷ سنگاپور ایرلاینز
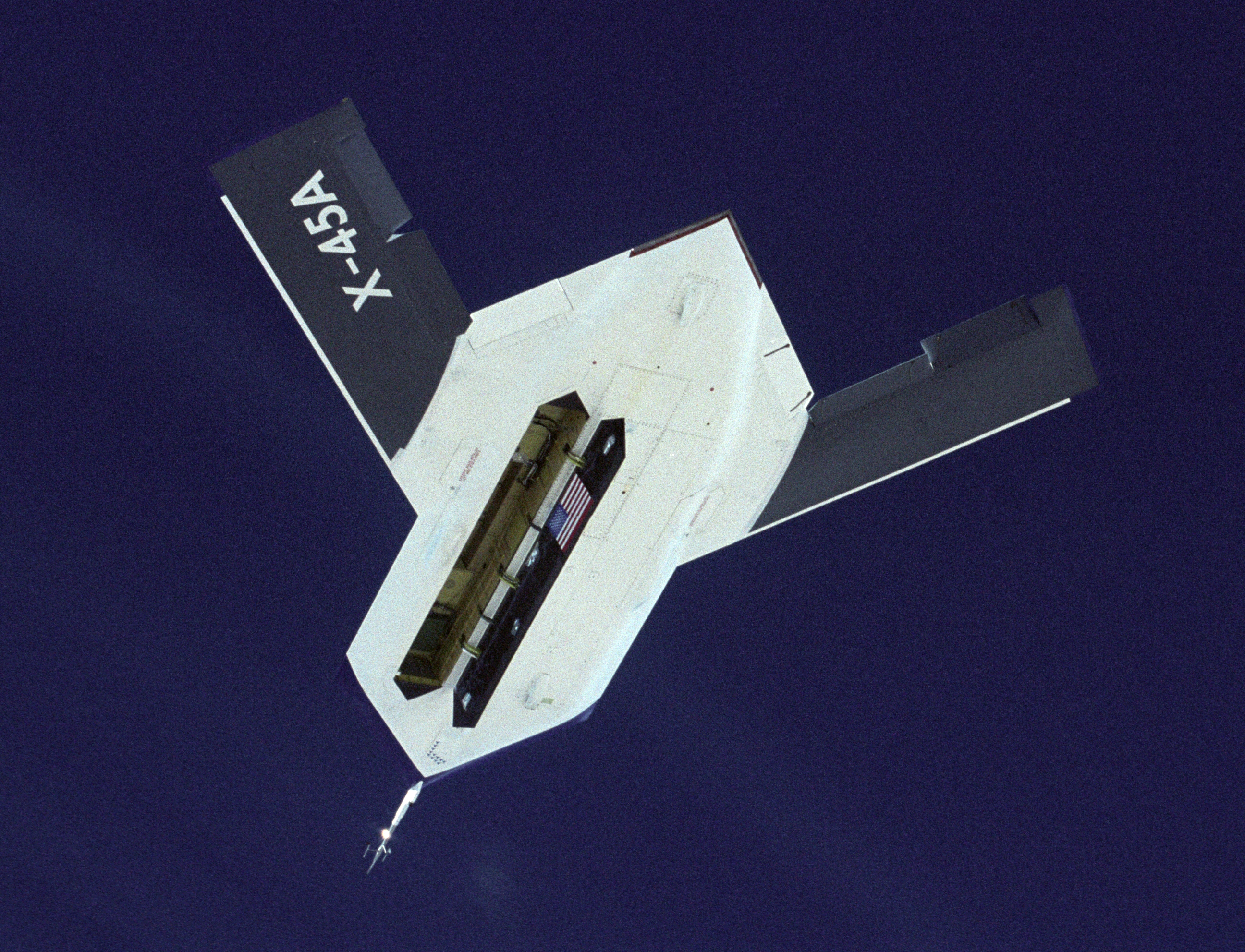
هواپیمای بویینگ ایکس-۴۵
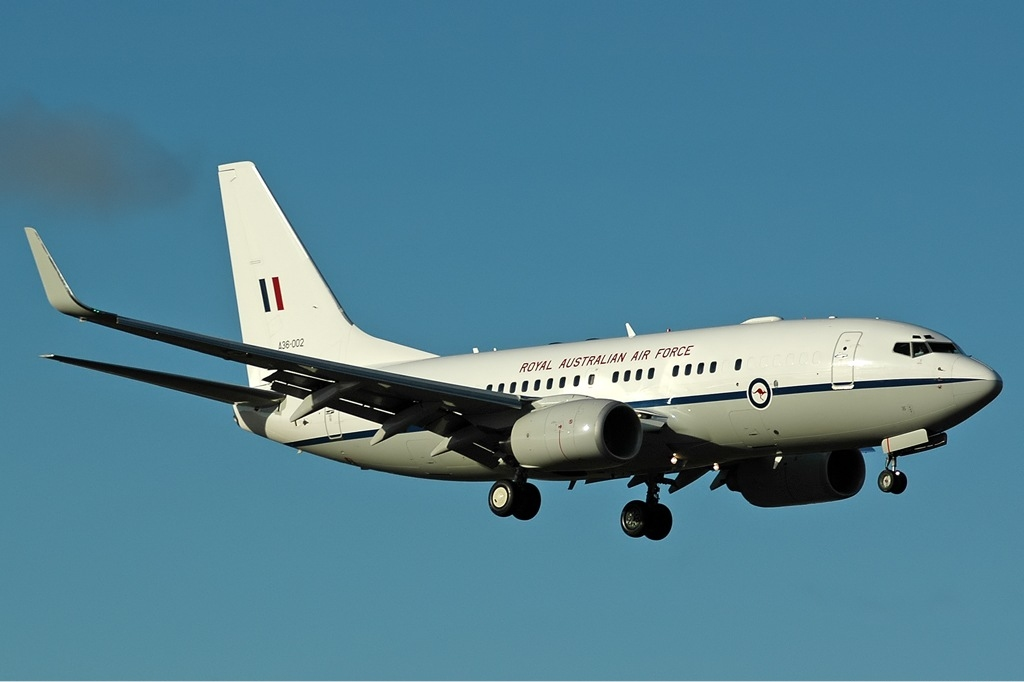
.
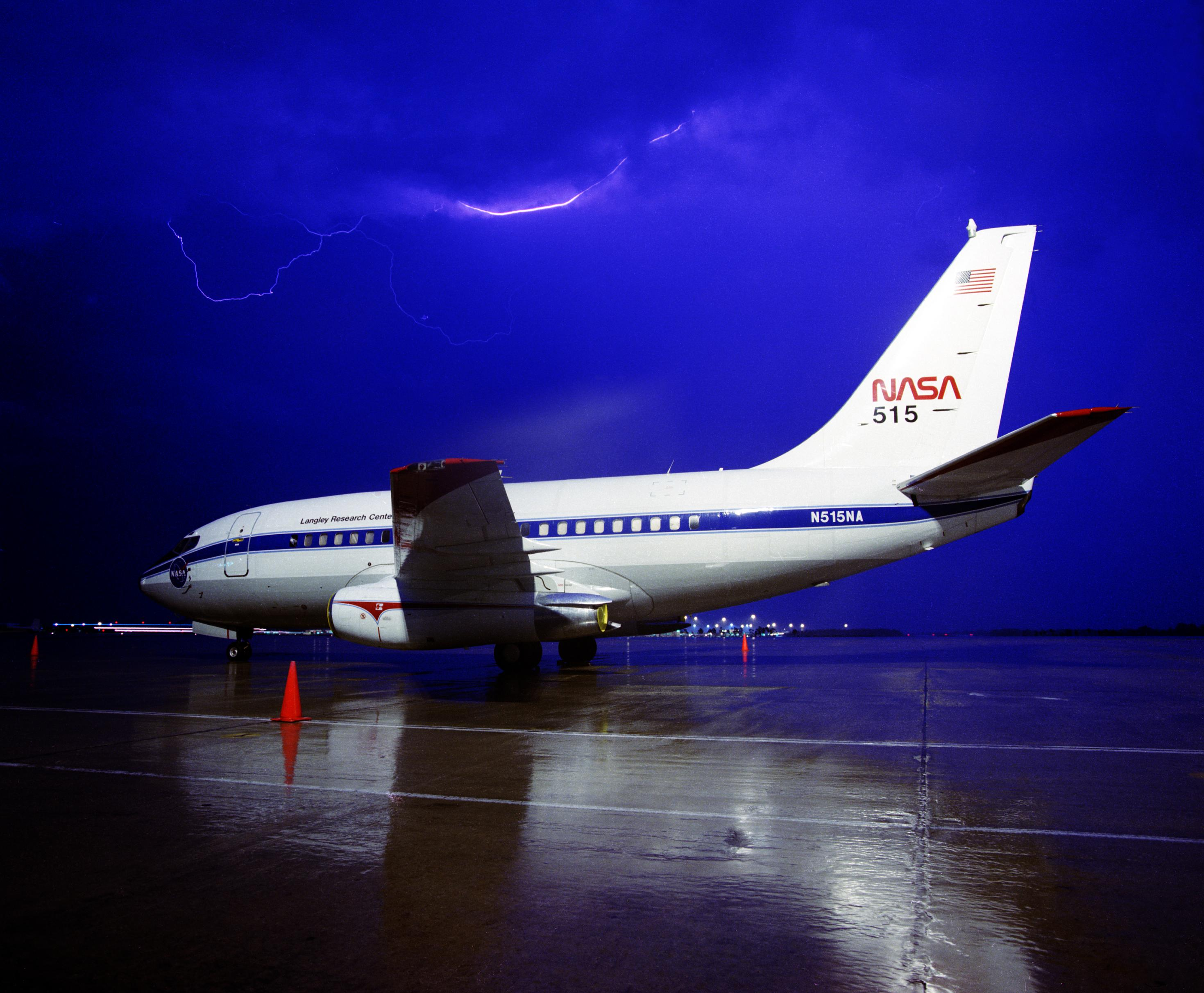
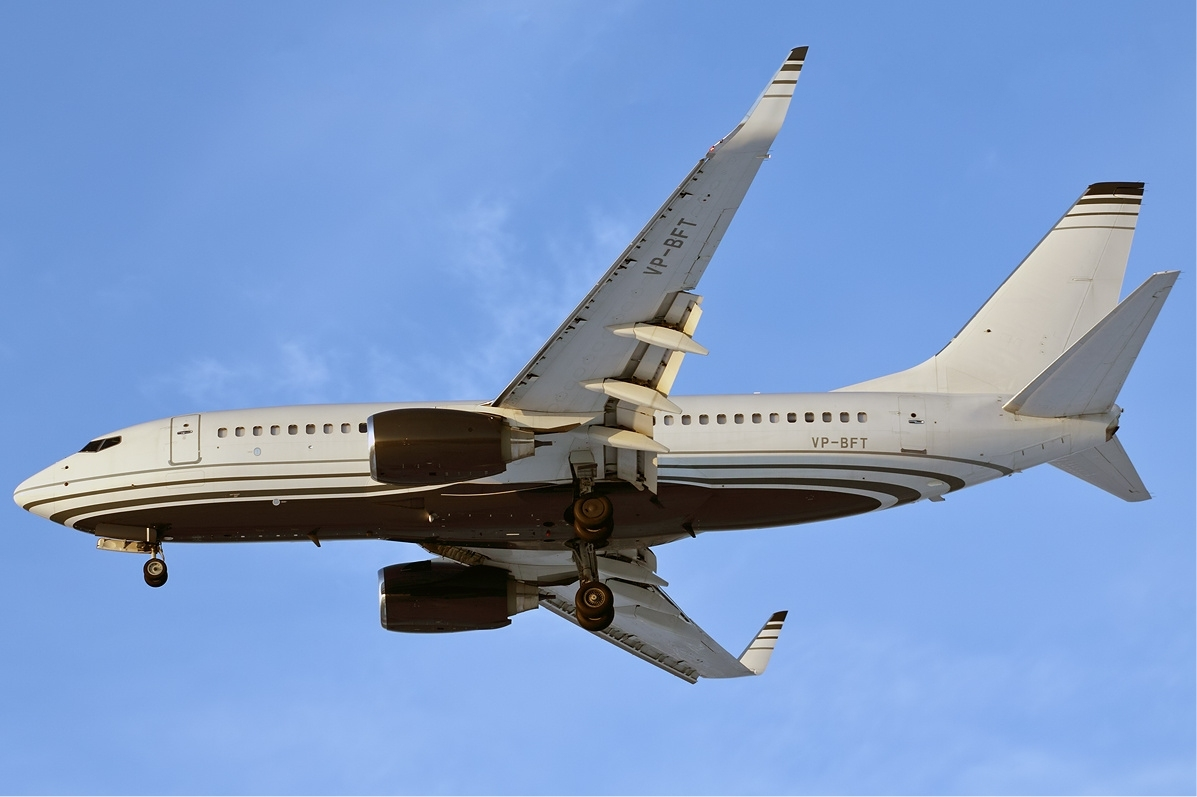
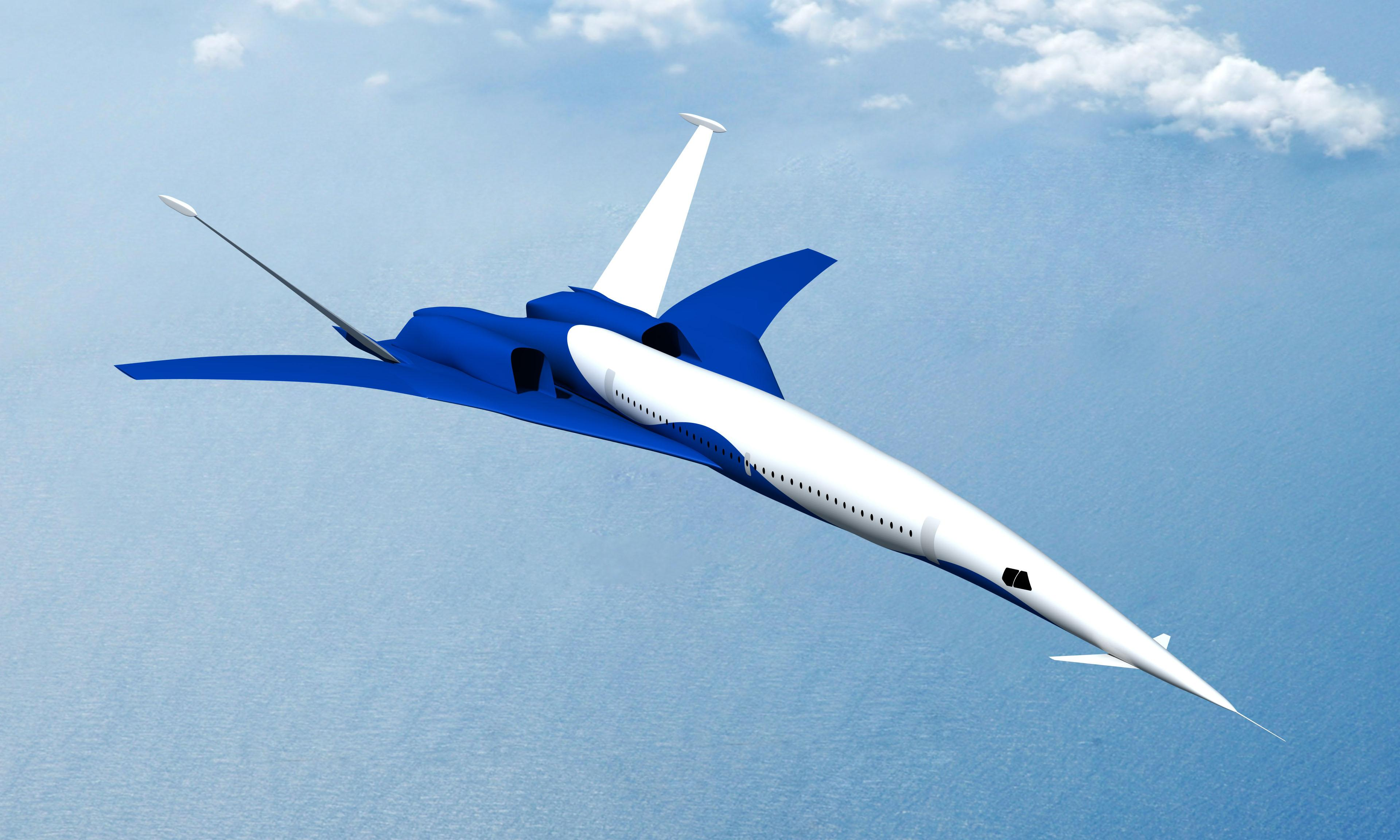
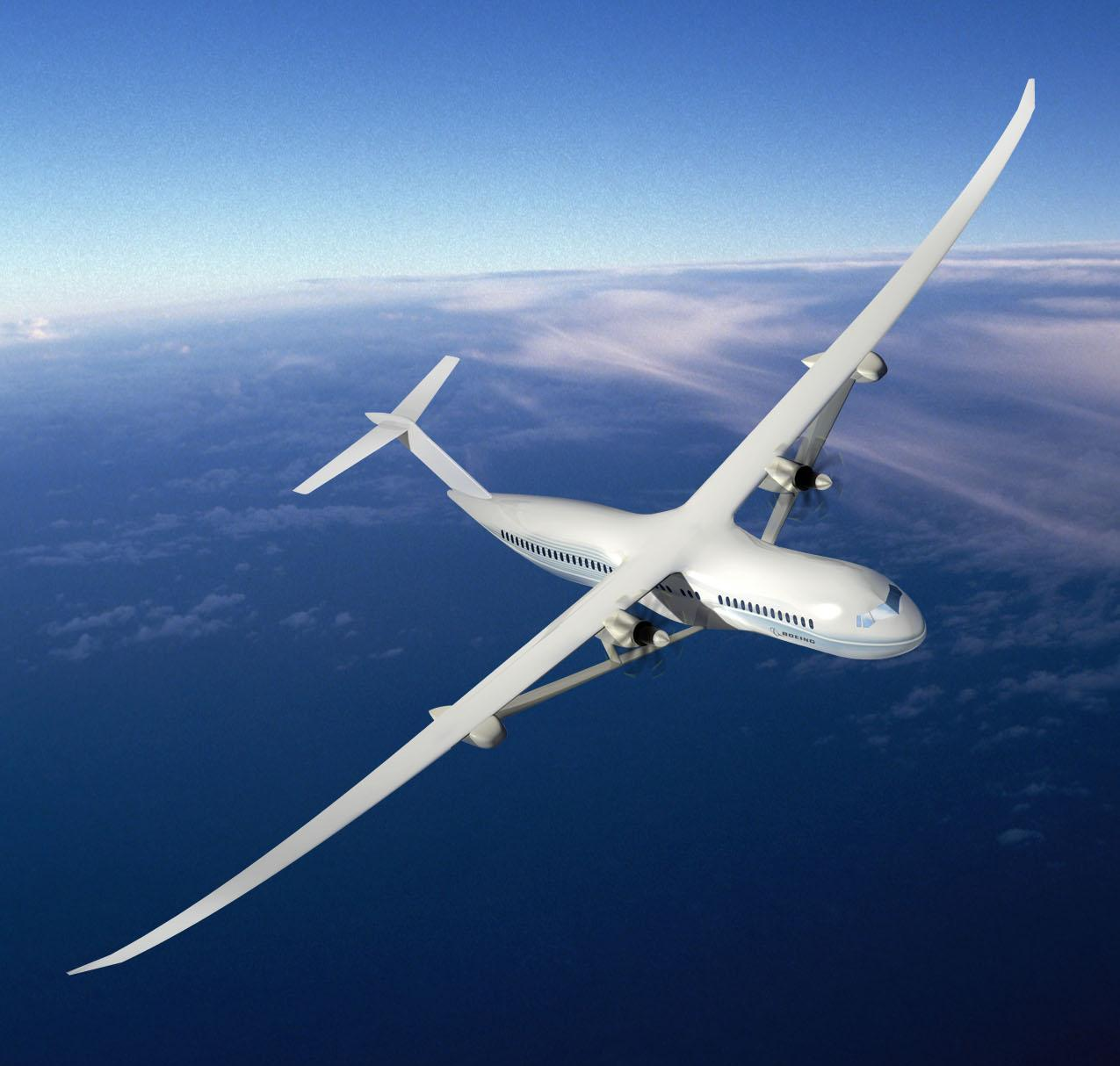
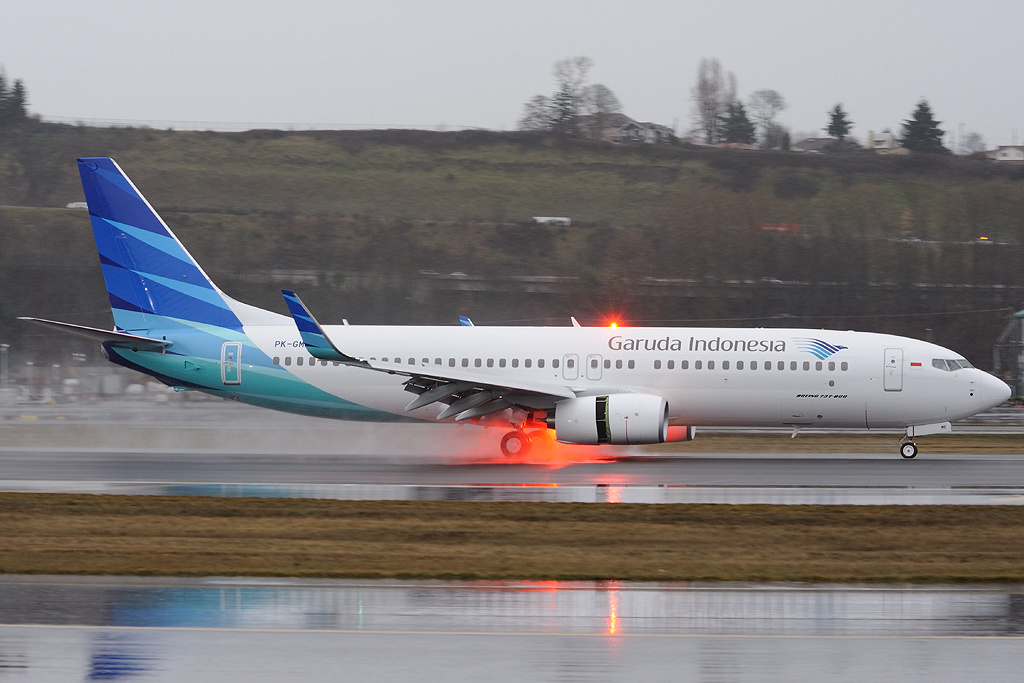
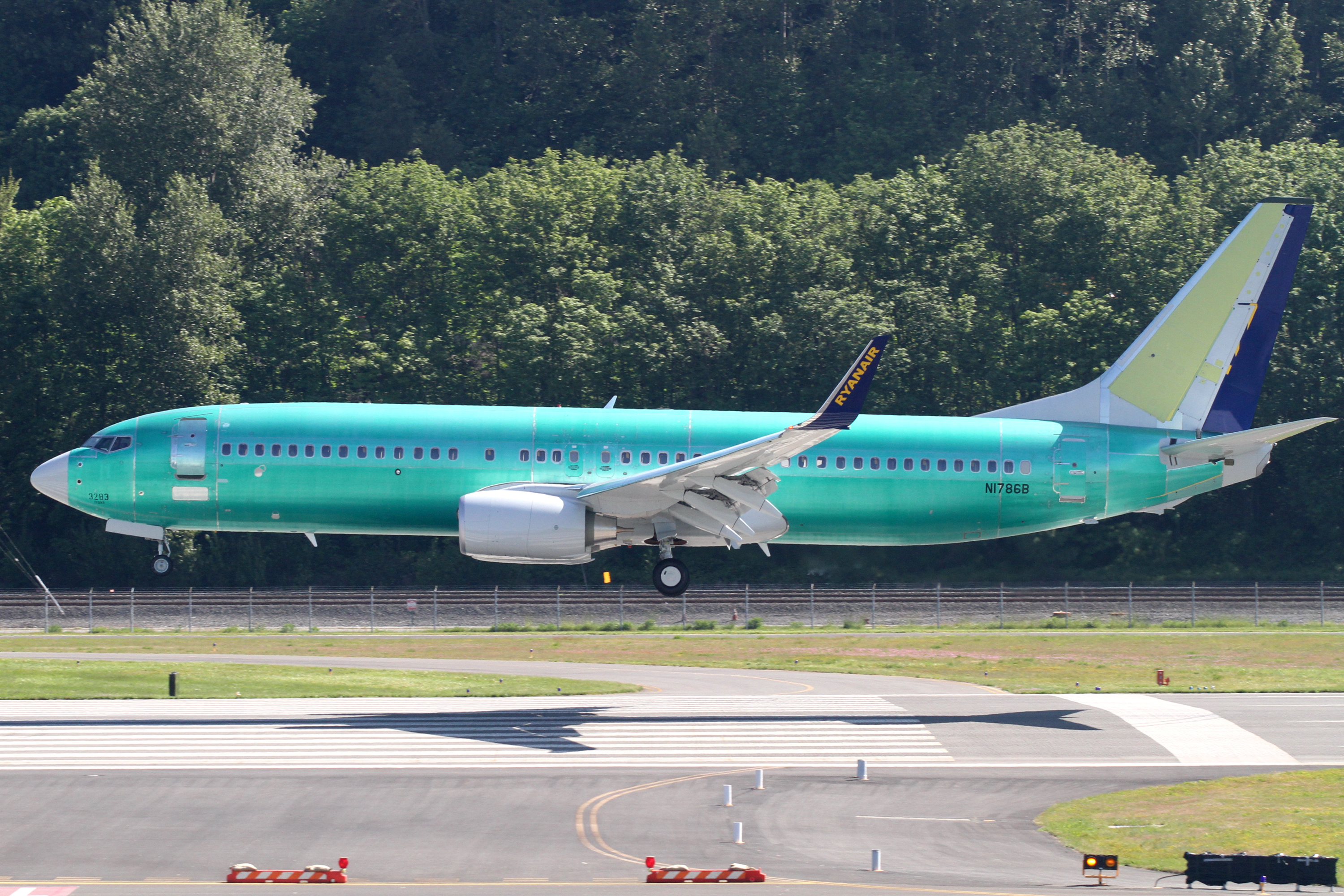
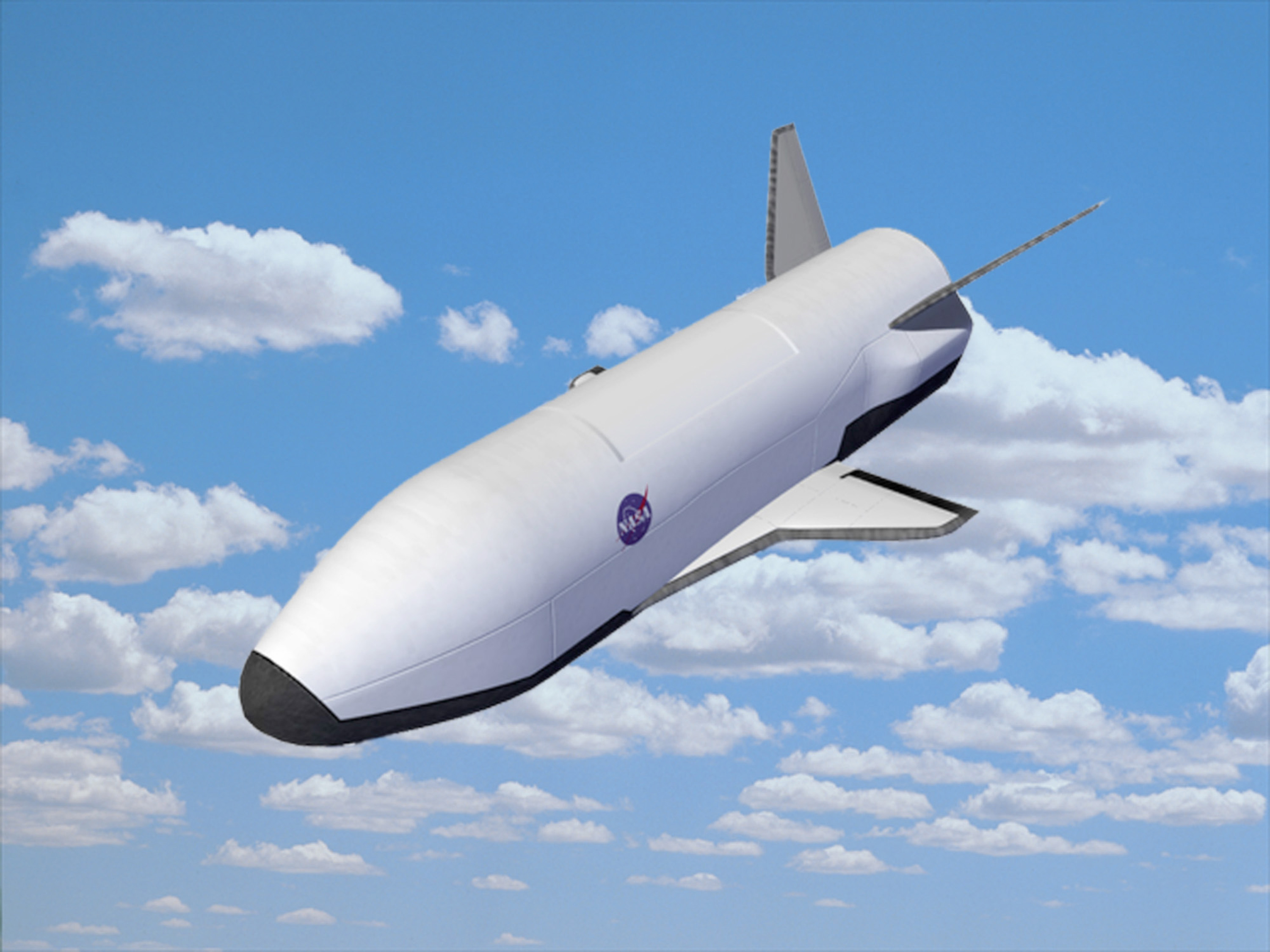
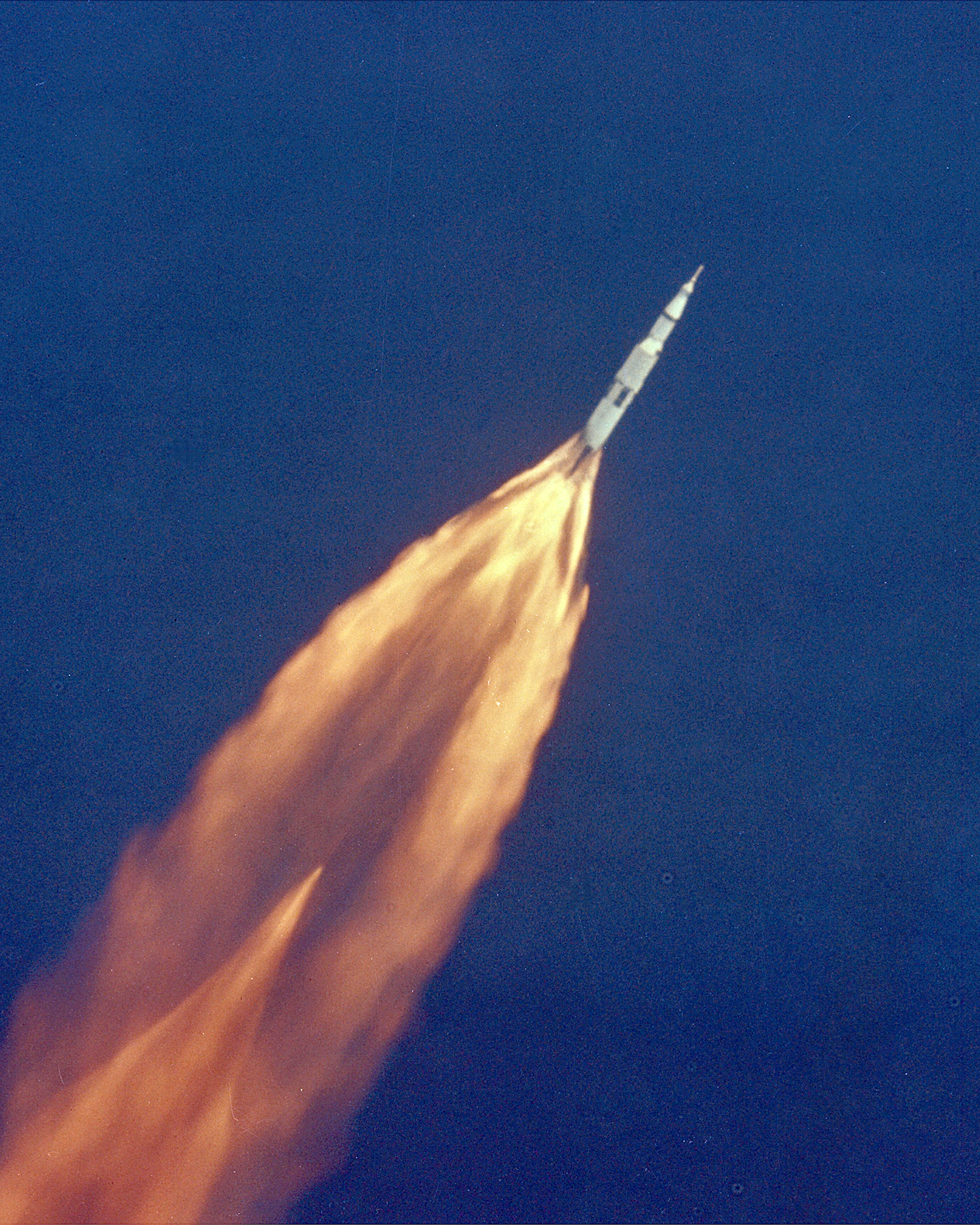
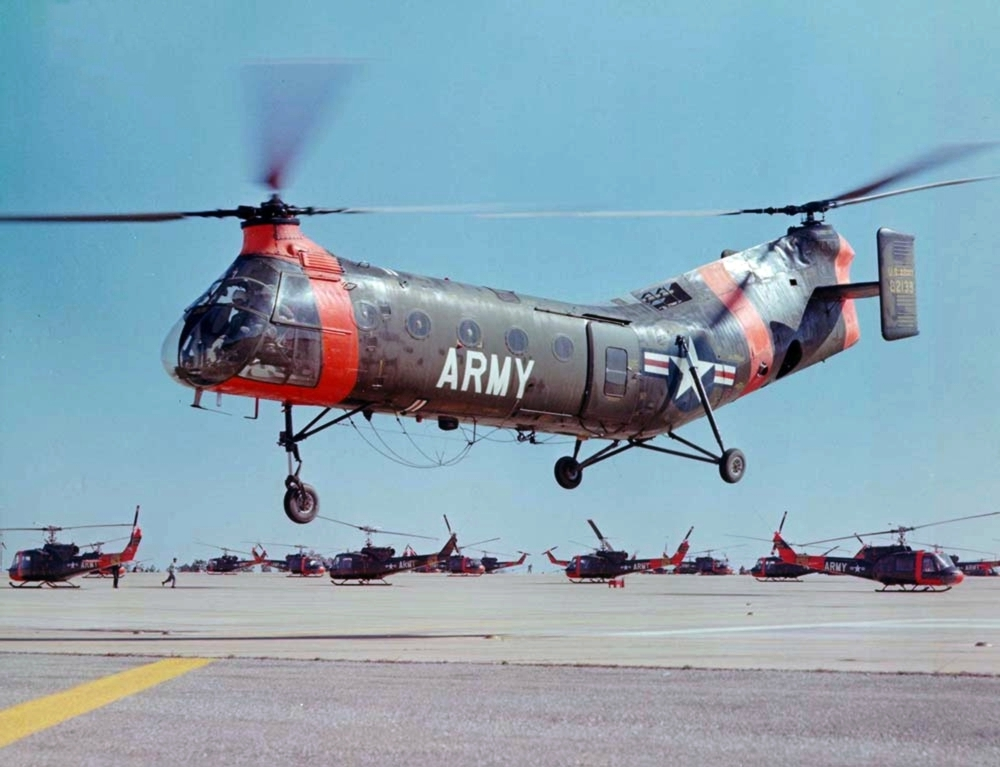
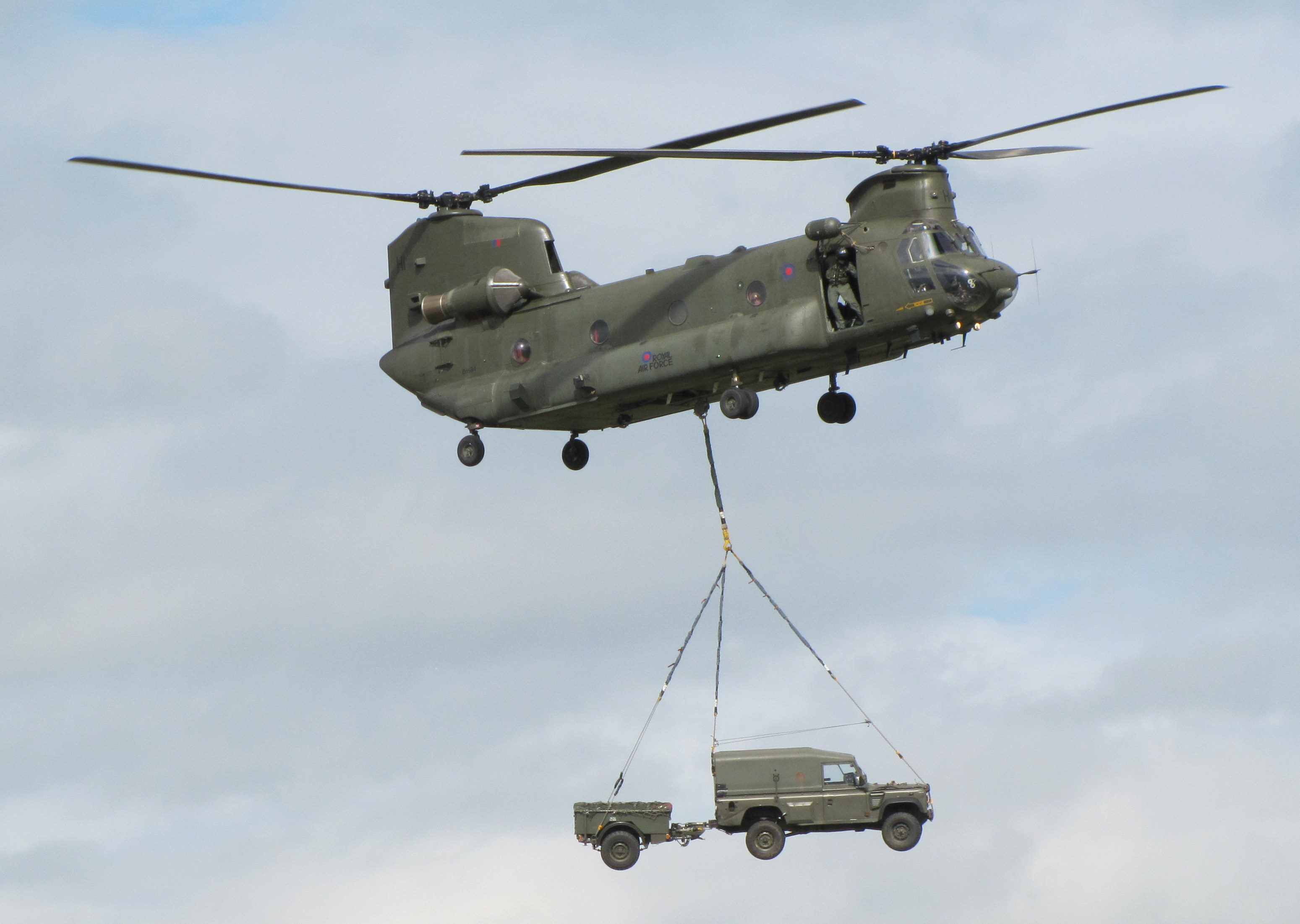
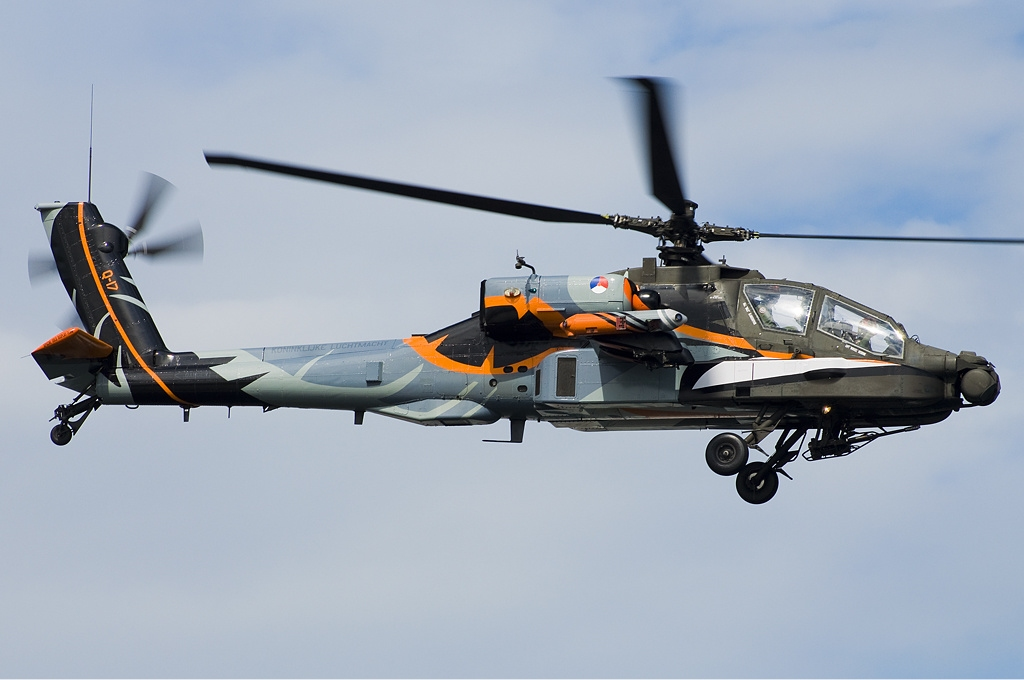
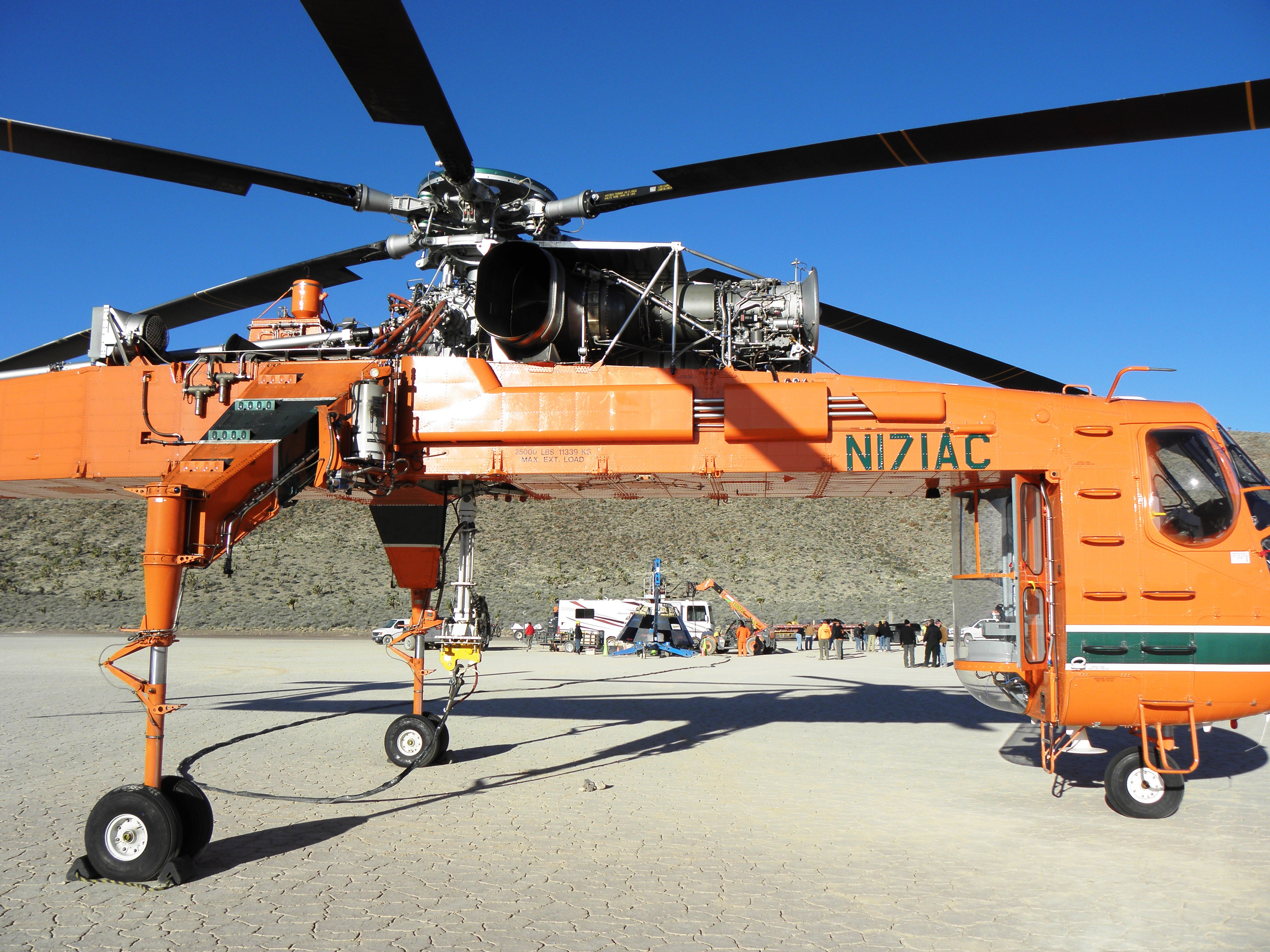
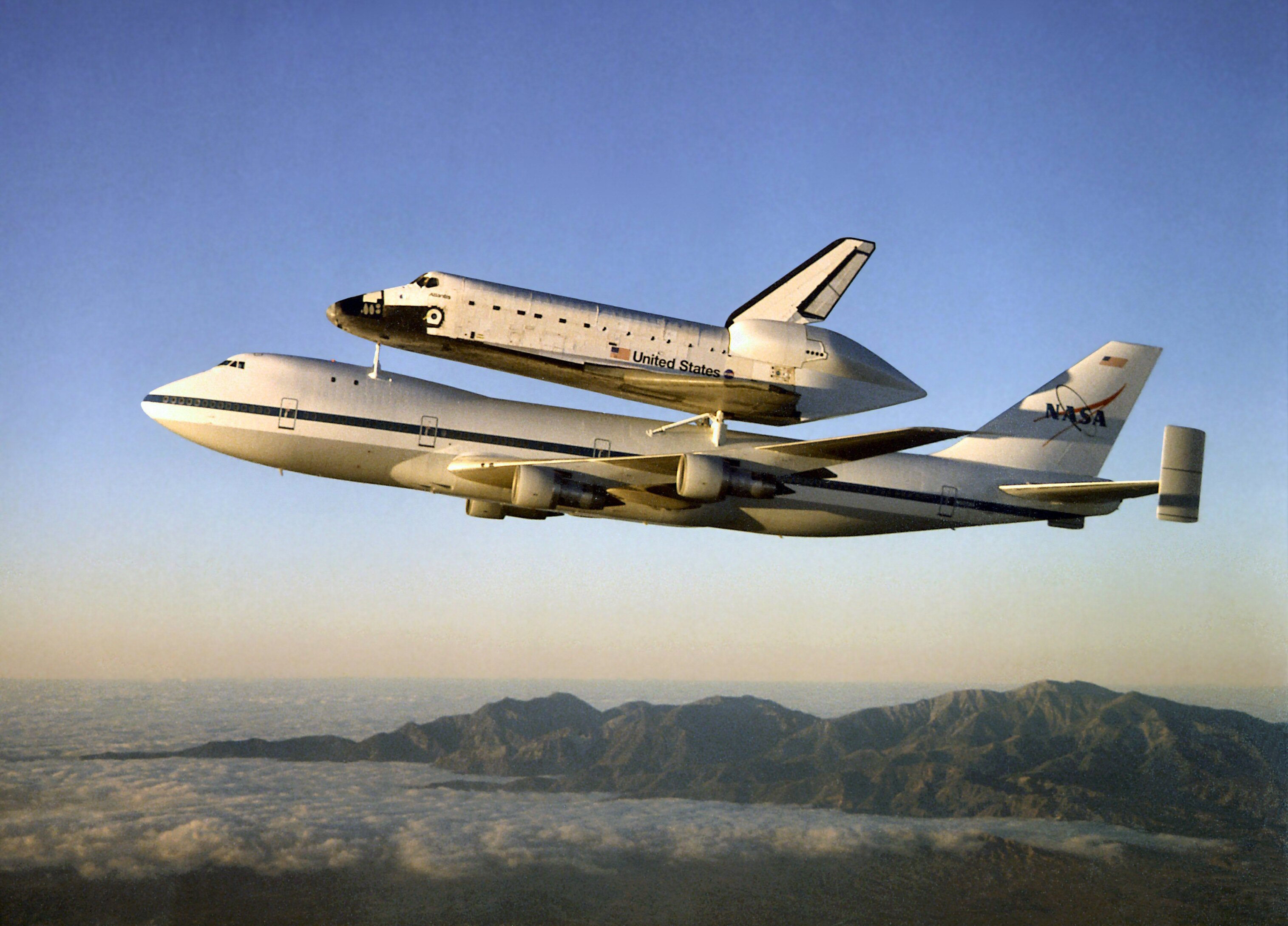
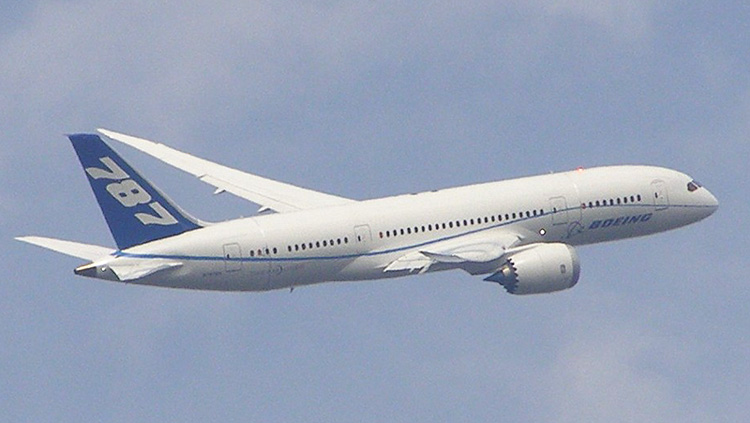
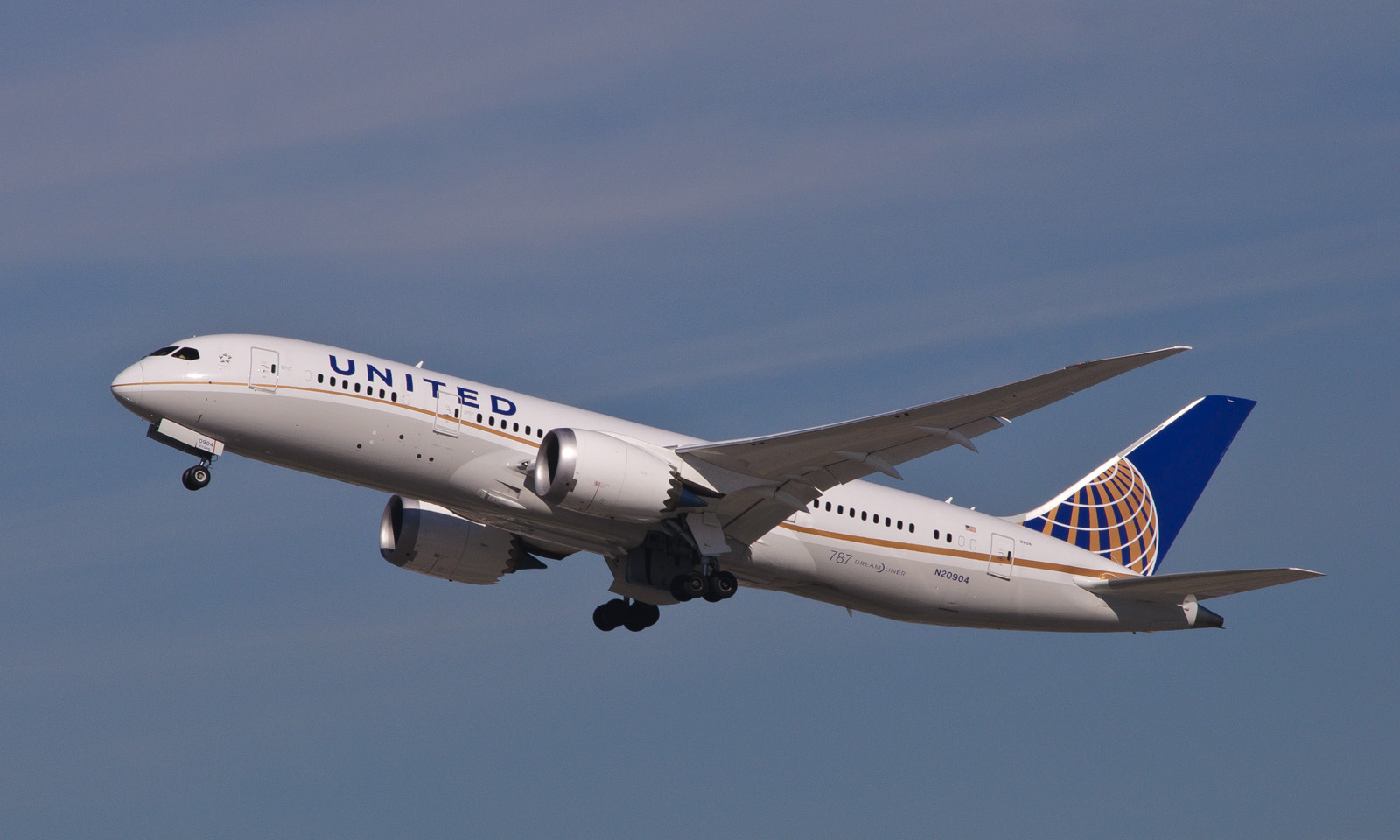
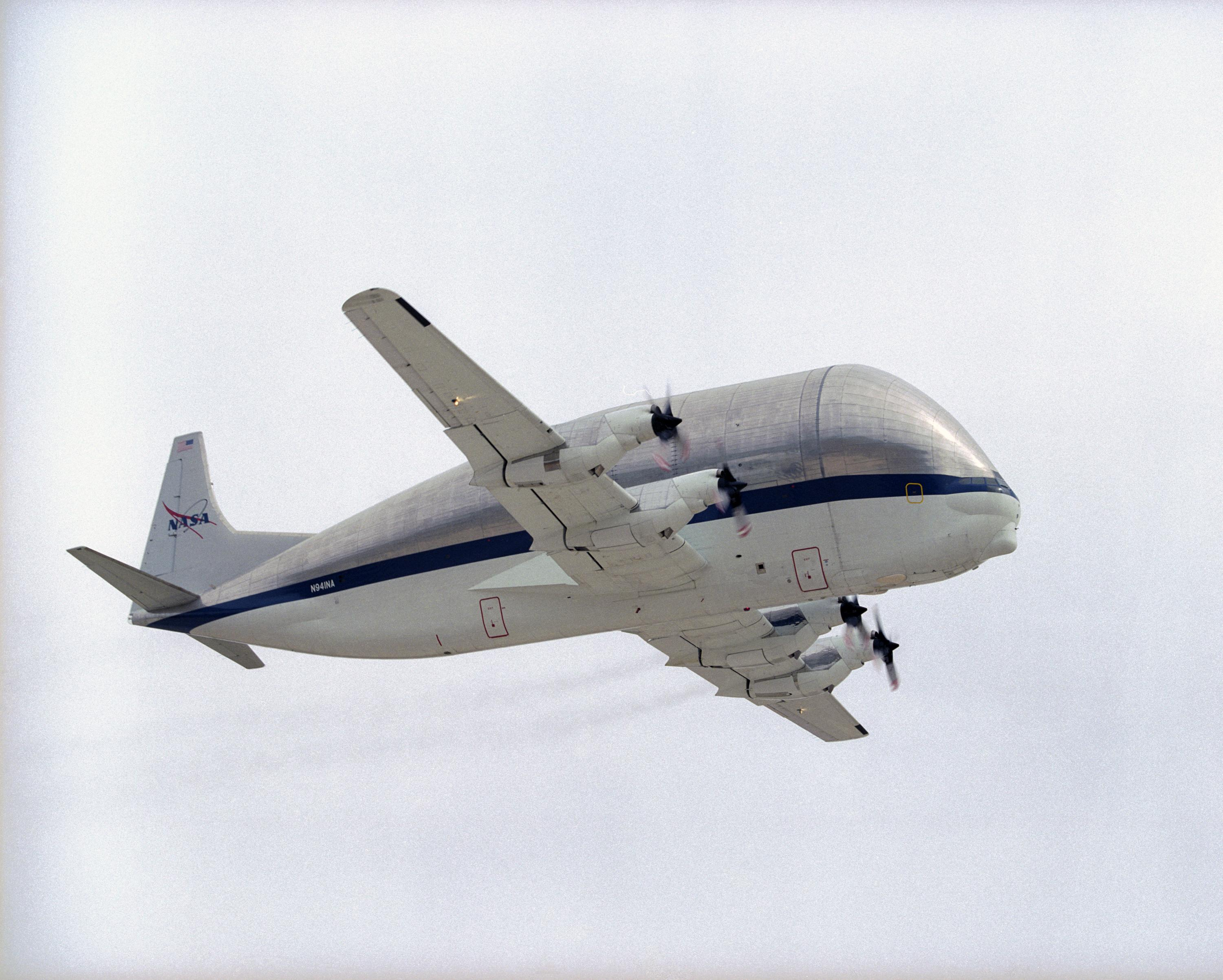